# TransÜD
TransÜD. Arbeiten zur Theorie und Praxis des Übersetzens und Dolmetschen ist eine  im Verlag Frank & Timme erscheinende wissenschaftliche Schriftenreihe zu Themen der Translationswissenschaft.

## Entstehung
Die Reihe TransÜD erscheint seit 2005 im Berliner Verlag Frank & Timme. Davor erschien sie (Bände 1–5) im Verlag Peter Lang. Sie wird von Klaus-Dieter Baumann, Hartwig Kalverkämper, Sylvia Reinart und Klaus Schubert herausgegeben.
Die Schriftenreihe hat das Ziel, eine Brücke zwischen Sprachen und Kulturen zu schlagen. Sie soll die Forschung in den Fachgebieten der Kulturwissenschaft, der Sprachwissenschaft und der Translationswissenschaft bereichern.
Als erster Band erschien im Jahr 2000 Yvonne Griesels Translation im Theater: die mündliche und schriftliche Übertragung französischsprachiger Inszenierungen ins Deutsche. Es folgten über 140 Monografien bzw. themenspezifische Sammelbände.

## Themen
Die Reihe befasst sich mit allen Bereichen und Aspekten der Translation – sowohl deren Theorie als auch Praxis betreffend. Sie liefert ein breites Spektrum von aktuellen theoretischen und berufspraktischen Themen. Die in TransÜD veröffentlichten Arbeiten beschäftigen sich mit vielen Bereichen des literarischen, religiösen, journalistischen und alltagssprachlichen Übersetzens und Dolmetschens. Einige der Werke greifen ebenso translatorische Fragen der Fachkommunikation, der Unternehmenskommunikation und der barrierefreien Kommunikation auf.
Publikationssprachen und Forschungsbereiche sind neben dem Deutschen auch das Englische, Französische, Italienische und Spanische.

## Verzeichnis der veröffentlichten Bände
Stand 26. Oktober 2023
| Band | Titel | Autoren/ Herausgeber                                                                                     | Jahr | ISBN                   |
| 1    | Translation im Theater: die mündliche und schriftliche Übertragung französischsprachiger Inszenierungen ins Deutsche | Yvonne Griesel                                                                                           | 2000 | ISBN 978-3-631-35345-5 |
| 2    | – | – | –    | –                      |
| 3    | Sprachvergleich und Übersetzungsvergleich: Leistung und Grenzen, Unterschiede und Gemeinsamkeiten | Jörn Albrecht/Hans-Martin Gauger (Hrsg.)                                                                 | 2002 | 9783631384831          |
| 4    | Lyrikübersetzen: Übersetzungswissenschaftliche und sprachwissenschaftliche Grundlagen für ein Rahmenmodell zur Übersetzungskritik | Mirjam Appel                                                                                             | 2004 | 9783631511633          |
| 5    | Intertextualität in der Übersetzung: W. Jerofejews "Moskva – Petuški" in der Übersetzung von N. Spitz – eine kritische Analyse | Alexej Laiko                                                                                             | 2005 | 9783631523971          |
| 6    | Zur Strategie und Poetik des Übersetzens: Eine Untersuchung der Anthologien zur polnischen Lyrik von Karl Dedecius | Przemysław Chojnowski                                                                                    | 2005 | 978-3-86596-013-9      |
| 7    | Wie wird das Komische übersetzt? Das Komische als Kulturspezifikum bei der Übersetzung spanischer Gegenwartsliteratur | Belén Santana López                                                                                      | 2006 | 978-3-86596-006-1      |
| 8    | Übersetzungsqualität: Kritik – Kriterien – Bewertungshandeln | Larisa Schippel (Hrsg.)                                                                                  | 2006 | 978-3-86596-075-7      |
| 9    | Dolmetschen im Kommunikationsmarkt: Gezeigt am Beispiel Sachsen | Anne-Kathrin Diana Ende                                                                                  | 2006 | 978-3-86596-073-3      |
| 10   | Kulturspezifika im Film: Probleme ihrer Translation | Sigrun Döring                                                                                            | 2006 | 978-3-86596-100-6      |
| 11   | "Textqualität": Die Evaluation v. Kommunikationsprozessen seit der antiken Rhetorik bis zur Translationswissenschaft | Hartwig Kalverkämper                                                                                     | 2099 | 978-3-86596-110-5      |
| 12   | Die Inszenierung als Translat: Möglichkeiten und Grenzen der Theaterübertitelung | Yvonne Griesel                                                                                           | 2007 | 978-3-86596-119-8      |
| 13   | Ausgewählte Vorträge zur Translation und anderen Themen / Selected Papers on Translation and other Subjects | Hans J. Vermeer                                                                                          | 2007 | 978-3-86596-145-7      |
| 14   | Entwicklungslinien der Translationswissenschaft: Von den Asymmetrien der Sprachen zu den Asymmetrien der Macht | Erich Prunč                                                                                              | 2007 | 978-3-86596-146-4      |
| 15   | Vernetzung von Fachtextsorten: Textsorten der Normung in der technischen Harmonisierung | Valentyna Ostapenko                                                                                      | 2007 | 978-3-86596-155-6      |
| 16   | Translationskultur – ein innovatives und produktives Konzept | Larisa Schippel (Hrsg.)                                                                                  | 2007 | 978-3-86596-158-7      |
| 17   | Simultandolmetschen in Erstbewährung: Der Nürnberger Prozess 1945 | Hartwig Kalverkämper/Larisa Schippel (Hrsg.)                                                             | 2007 | 978-3-86596-161-7      |
| 18   | Filmtitel im interkulturellen Transfer | Regina Bouchehri                                                                                         | 2008 | 978-3-86596-180-8      |
| 19   | Maschinelle Übersetzung und XML im Übersetzungsprozess: Prozesse der Translation und Lokalisierung im Wandel | Michael Krenz/Markus Ramlow; Uta Seewald-Heeg (Hrsg.)                                                    | 2008 | 978-3-86596-184-6      |
| 20   | Translation zwischen Text und Welt – Translationswissenschaft als historische Disziplin zwischen Moderne und Zukunft | Hartwig Kalverkämper/Larisa Schippel (Hrsg.)                                                             | 2009 | 978-3-86596-202-7      |
| 21   | Kommunaldolmetschen / Community Interpreting: Probleme – Perspektiven – Potenziale | Nadja Grbic/Sonja Pöllabauer (Hrsg.)                                                                     | 2008 | 978-3-86596-194-5      |
| 22   | Neuübersetzungen ins Französische – eine kulturhistorische Übersetzungskritik: Eichendorffs „Aus dem Leben eines Taugenichts“ | Agnès Welu                                                                                               | 2011 | 978-3-86596-193-8      |
| 23   | Interkulturell kompetente Geschäftskorrespondenz als Garant für den Geschäftserfolg:Linguistische Analysen und fachkommunikative Ratschläge für die Geschäftsbeziehungen nach Lateinamerika (Kolumbien)                                       | Martin Slawek                                                                                            | 2008 | 978-3-86596-206-5      |
| 24   | Kohärenz und Übersetzungskritik: Lucian Boias Analyse des rumänischen Geschichtsdiskurses in deutscher Übersetzung | Julia Richter                                                                                            | 2009 | 978-3-86596-221-8      |
| 25   | Simultandolmetschen in defizitären Situationen: Strategien der translatorischen Optimierung | Anna Kucharska                                                                                           | 2009 | 978-3-86596-244-7      |
| 26   | Das Weltbild und die literarische Konvention als Übersetzungsdeterminanten: Adam Mickiewicz in deutschsprachigen Übertragungen | Katarzyna Lukas                                                                                          | 2009 | 978-3-86596-238-6      |
| 27   | Die maschinelle Simulierbarkeit des Humanübersetzens: Evaluation von Mensch-Maschine-Interaktion und der Translatqualität der Technik | Markus Ramlow                                                                                            | 2009 | 978-3-86596-260-7      |
| 28   | Der Beitrag des Prager Strukturalismus zur Translationswissenschaft: Linguistik und Semiotik der literarischen Übersetzung | Ruth Levin                                                                                               | 2010 | 978-3-86596-262-1      |
| 29   | Textología contrastiva, derecho comparado y traducción jurídica: Las sentencias de divorcio alemanas y españolas | Iris Holl                                                                                                | 2011 | 978-3-86596-324-6      |
| 30   | Remote Interpreting via Skype: Anwendungsmöglichkeiten von VoIP-Software im Bereich Community Interpreting – Communicate everywhere? | Christina Korak                                                                                          | 2010 | 978-3-86596-318-5      |
| 31   | Construir, deconstruir y reconstruir: Mímesis y traducción de la oralidad y la afectividad | Gemma Andújar Moreno/Jenny Brumme (Eds.)                                                                 | 2010 | 978-3-86596-234-8      |
| 32   | Funktionsgerechtigkeit und Loyalität: Theorie, Methode und Didaktik des funktionalen Übersetzens | Christiane Nord                                                                                          | 2010 | 978-3-86596-330-7      |
| 33   | Funktionsgerechtigkeit und Loyalität: Die Übersetzung literarischer und religiöser Texte aus funktionaler Sicht | Christiane Nord                                                                                          | 2010 | 978-3-86596-331-4      |
| 34   | Dolmetschen bei der Polizei: Zur Problematik des Einsatzes unqualifizierter Dolmetscher | Malgorzata Stanek                                                                                        | 2011 | 978-3-86596-332-1      |
| 35   | Die Neuübersetzung: Eine Hinführung zur Dynamik literarischer Translationskultur | Dorota Karolina Bereza                                                                                   | 2013 | 978-3-86596-255-3      |
| 36   | Implicación emocional y oralidad en la traducción literaria | Montserrat Cunillera Domènech/Hildegard Resinger (Eds.)                                                  | 2010 | 978-3-86596-339-0      |
| 37   | Roman Ingardens „Schematisierte Ansichten“ und das Problem der Übersetzung: Die „Blechtrommel“ von Günter Grass auf Polnisch | Ewa Krauss                                                                                               | 2010 | 978-3-86596-315-4      |
| 38   | Grundlagen einer hermeneutischen Dolmetschforschung | Miriam Paola Leibbrand                                                                                   | 2011 | 978-3-86596-343-7      |
| 39   | Beyond Borders – Translations Moving Languages, Literatures and Cultures | Pekka Kujamäki/Leena Kolehmainen/Esa Penttilä/Hannu Kemppanen (Eds.)                                     | 2011 | 978-3-86596-356-7      |
| 40   | Übersetzen als interlinguales und interkulturelles Sprachhandeln: Theorien – Methodologie – Ausbildung | Gisela Thome                                                                                             | 2011 | 978-3-86596-352-9      |
| 41   | The Translator’s Approach: An Introduction to Translational Hermeneutics with Examples from Practice | Radegundis Stolze                                                                                        | 2011 | 978-3-86596-373-4      |
| 42   | En las vertientes de la traducción e interpretación del/al alemán | Silvia Roiss/Carlos Fortea Gil/Angeles Recio Ariza/Belén Santana López/Petra Zimmermann/Iris Holl (Eds.) | 2011 | 978-3-86596-326-0      |
| 43   | Entwicklungslinien der Translationswissenschaft: Von den Asymmetrien der Sprachen zu den Asymmetrien der Macht | Erich Prunč                                                                                              | 2012 | 978-3-86596-422-9      |
| 44   | Die Rechtsübersetzung im Spannungsfeld von Rechtsvergleich und Rechtssprachvergleich: Zur deutschen und türkischen Strafgesetzgebung | Mehmet Tahir Öncü                                                                                        | 2012 | 978-3-86596-424-3      |
| 45   | „Vom Altern der Texte“: Bausteine für eine Geschichte des interkulturellen Wissenstransfers | Hartwig Kalverkämper/Larisa Schippel (Hrsg.)                                                             | 2012 | 978-3-86596-251-5      |
| 46   | Domestication and Foreignization in Translation Studies | Marja Jänis/Hannu Kemppanen/Alexandra Belikova (Eds.)                                                    | 2012 | 978-3-86596-403-8      |
| 47   | Translation and the Westernization of Eighteenth-Century Russia: A Social-Systemic Perspective | Sergey Tyulenev                                                                                          | 2012 | 978-3-86596-472-4      |
| 48   | Translating Fictional Dialogue for Children and Young People | Maria Wirf Naro/Martin B. Fischer (Eds.)                                                                 | 2012 | 978-3-86596-467-0      |
| 49   | Evaluation und Stimmung: Ein neuer Blick auf Qualität im (Simultan)Dolmetschen | Martina Behr                                                                                             | 2013 | 978-3-86596-485-4      |
| 50   | Traduire le sublime: Les débats de l’Église orthodoxe russe sur la langue liturgique | Anna Gopenko                                                                                             | 2012 | 978-3-86596-486-1      |
| 51   | Translationswissenschaftliche Begriffsbildung und das Problem der performativen Unauffälligkeit von Translation | Lavinia Heller                                                                                           | 2012 | 978-3-86596-470-0      |
| 52   | Zwischentexte: Literarisches Übersetzen in Theorie und Praxis | Claudia Dathe/Renata Makarska/Schamma Schahadat (Hrsg.)                                                  | 2013 | 978-3-86596-442-7      |
| 53   | Translation von Medien-Titeln: Der interkulturelle Transfer von Titeln in Literatur, Theater, Film und Bildender Kunst | Regina Bouchehri                                                                                         | 2012 | 978-3-86596-400-7      |
| 54   | Raum im (Hör-)Film: Zur Wahrnehmung und Repräsentation von räumlichen Informationen in deutschen und türkischen Audiodeskriptionstexten | Nilgin Tanis Polat                                                                                       | 2013 | 978-3-86596-508-0      |
| 55   | Traducción, mediación, adaptación: Reflexiones en torno al proceso de comunicación entre culturas | Eva Parra Membrives/Angeles Garcia Calderon (Eds.)                                                       | 2013 | 978-3-86596-499-1      |
| 56   | Videospiele übersetzen – Probleme und Optimierung | Yvonne Sanz López                                                                                        | 2013 | 978-3-86596-541-7      |
| 57   | Theaterdolmetschen – Phänomen, Funktionen, Perspektiven | Irina Bondas                                                                                             | 2013 | 978-3-86596-540-0      |
| 58   | Authentische Aufträge in der Übersetzerausbildung: Ein Leitfaden für die Translationsdidaktik | Dinah Krenzler-Behm                                                                                      | 2013 | 978-3-86596-498-4      |
| 59   | Alles hängt mit allem zusammen: Translatologische Interdependenzen. Festschrift für Peter A. Schmitt | Anne-Kathrin D. Ende/Susann Herold/Annette Weilandt (Hrsg.)                                              | 2013 | 978-3-86596-504-2      |
| 60   | Kurz- und Kosenamen in russischen Romanen und ihre deutschen Übersetzungen | Saskia Weber                                                                                             | 2013 | 978-3-7329-0002-2      |
| 61   | La traducción a través de los tiempos, espacios y disciplinas | Silke Jansen/Martina Schrader-Kniffki (Eds.)                                                             | 2013 | 978-3-86596-524-0      |
| 62   | Kinder als Dolmetscher in der Arzt-Patienten-Interaktion | Annika Schmidt-Glenewinkel                                                                               | 2013 | 978-3-7329-0010-7      |
| 63   | Theorie und Praxis des Dolmetschens und Übersetzens in fachlichen Kontexten | Klaus-Dieter Baumann/Hartwig Kalverkämper (Hrsg.)                                                        | 2013 | 978-3-7329-0016-9      |
| 64   | «Präzise, doch ungenau» – Tradurre il saggio: Un approccio olistico al poetischer Essay di Durs Grünbein | Silvia Ruzzenenti                                                                                        | 2013 | 978-3-7329-0026-8      |
| 65   | Kirchendolmetschen – Interpretieren oder Transformieren? | Margarita Zoe Giannoutsou                                                                                | 2014 | 978-3-7329-0067-1      |
| 66   | Übersetzer als Entdecker: Ihr Leben und Werk als Gegenstand translationswissenschaftlicher und literaturgeschichtlicher Forschung | Andreas F. Kelletat/Aleksey Tashinskiy (Hrsg.)                                                           | 2014 | 978-3-7329-0060-2      |
| 67   | Übersetzer zwischen Identität, Professionalität und Kulturalität: Heinrich Enrique Beck | Ulrike Spieler                                                                                           | 2014 | 978-3-7329-0107-4      |
| 68   | Translationsqualität und Crowdsourced Translation: Untertitelung und ihre Bewertung – am Beispiel des audiovisuellen Mediums TEDTalk | Carmen Klaus                                                                                             | 2014 | 978-3-7329-0031-2      |
| 69   | Sprache barrierefrei gestalten: Perspektiven aus der Angewandten Linguistik | Susanne Jekat/Heike Elisabeth Jüngst/Klaus Schubert/Claudia Villiger (Hrsg.)                             | 2014 | 978-3-7329-0023-7      |
| 70   | Hermeneutische Übersetzungskompetenz: Grundlagen und Didaktik | Radegundis Stolze                                                                                        | 2015 | 978-3-7329-0122-7      |
| 71   | Corpus-based Translation and Interpreting Studies: From description to application: Estudios traductológicos basados en corpus: de la descripción a la aplicación                                                                             | María Teresa Sánchez Nieto (Ed.)                                                                         | 2014 | 978-3-7329-0084-8      |
| 72   | Translation and Comprehensibility | Karin Maksymski/Silke Gutermuth/Silvia Hansen-Schirra (Eds.)                                             | 2015 | 978-3-7329-0022-0      |
| 73   | Landeskunde Russland für Übersetzer: Sprache und Werte im Wandel. Ein Studienbuch | Hildegard Spraul                                                                                         | 2015 | 978-3-7329-0109-8      |
| 74   | The Interface between Scientific and Technical Translation Studies and Cognitive Linguistics: With Particular Emphasis on Explicitation and Implicitation as Indicators …                                                                     | Ralph Krüger                                                                                             | 2015 | 978-3-7329-0136-4      |
| 75   | Interpreting U.S. Public Diplomacy Speeches | Erin Boggs                                                                                               | 2015 | 978-3-7329-0150-0      |
| 76   | Comics – Übersetzungen und Adaptionen | Nathalie Mälzer (Hrsg.)                                                                                  | 2015 | 978-3-7329-0131-9      |
| 77   | Das (zweite) andere Geschlecht – der Diskurs „Frau“ im Wandel: Simone de Beauvoirs „Le deuxième sexe“ in deutscher Erst- und Neuübersetzung                                                                                                   | Sophie Beese                                                                                             | 2015 | 978-3-7329-0141-8      |
| 78   | Die Übersetzbarkeit philosophischer Diskurse: Eine Übersetzungskritik an den beiden englischen Übersetzungen von Heideggers "Sein und Zeit"                                                                                                   | Xenia Wenzel                                                                                             | 2015 | 978-3-7329-0199-9      |
| 79   | Translating and Interpreting Healthcare Discourses/Traducir e interpretar en el ámbito sanitario | María-José Varela Salinas/Bernd Meyer (Eds.)                                                             | 2015 | 978-3-86596-367-3      |
| 80   | Einführung in das translationswissenschaftliche Arbeiten: Ein Lehr- und Übungsbuch | Susanne Hagemann                                                                                         | 2015 | 978-3-7329-0125-8      |
| 81   | Spielfilm-Synchronisation: Eine translationskritische Analyse am Beispiel amerikanischer Historienfilme über den Zweiten Weltkrieg | Anja Maibaum                                                                                             | 2015 | 978-3-7329-0220-0      |
| 82   | La función evocadora de la fraseología en la oralidad ficcional y su traducción | Sybille Schellheimer                                                                                     | 2016 | 978-3-7329-0232-3      |
| 83   | Kommunikationsoptimierung im Fachübersetzungsprozess | Franziska Heidrich-Wilhelms                                                                              | 2016 | 978-3-7329-0262-0      |
| 84   | Integración de la competencia instrumental-profesional en el aula de traducción | Cristina Plaza Lara                                                                                      | 2016 | 978-3-7329-0309-2      |
| 85   | Übersetzerforschung: Neue Beiträge zur Literatur- und Kulturgeschichte des Übersetzens | Andreas F. Kelletat/Aleksey Tashinskiy/Julija Boguna (Hrsg.)                                             | 2016 | 978-3-7329-0234-7      |
| 86   | Blickwechsel: Interkulturelle Wahrnehmung im translatorischen Handeln | Heidrun Witte                                                                                            | 2017 | 978-3-7329-0333-7      |
| 87   | Translationslehre und Bologna-Prozess: Unterwegs zwischen Einheit und Vielfalt: Translation/Interpreting Teaching and the Bologna Process: Pathways between Unity and Diversity                                                               | Susanne Hagemann/Julia Neu/Stephan Walter (Hrsg.)                                                        | 2017 | 978-3-7329-0311-5      |
| 88   | Translation und Ökonomie | Ursula Wienen/Laura Sergo/Tinka Reichmann/Ivonne Gutiérrez Aristizábal (Hrsg.)                           | 2017 | 978-3-7329-0203-3      |
| 89   | Luftqualität in Dolmetschkabinen als Einflussfaktor auf die Dolmetschqualität: Interdisziplinäre Erkenntnisse und translationspraktische Konsequenzen                                                                                         | Daniela Eichmeyer-Hell                                                                                   | 2017 | 978-3-7329-0362-7      |
| 90   | Die Untertitelung – von der Produktion zur Rezeption | Alexander Künzli                                                                                         | 2017 | 978-3-7329-0393-1      |
| 91   | Traducir, una actividad con propósito: Introducción a los enfoques funcionalistas | Christiane Nord                                                                                          | 2017 | 978-3-7329-0410-5      |
| 92   | „… übersetzt von Peter Handke“ – Philologische und translationswissenschaftliche Analysen | Fabjan Hafner/Wolfgang Pöckl (Hrsg.)                                                                     | 2018 | 978-3-7329-0443-3      |
| 93   | Lexikon der deutschen Übersetzerinnen 1200–1850 | Elisabeth Gibbels                                                                                        | 2018 | 978-3-7329-0422-8      |
| 94   | Optimización de las competencias del traductor e intérprete: Nuevas tecnologías – procesos cognitivos – estrategias | Encarnación Postigo Pinazo (Ed.)                                                                         | 2018 | 978-3-7329-0392-4      |
| 95   | Lingüística Migratoria e Interpretación en los Servicios Públicos: La comunidad gallega en Alemania | Marta Estévez Grossi                                                                                     | 2018 | 978-3-7329-0411-2      |
| 96   | Videodolmetschen im Gesundheitswesen: Dolmetschwissenschaftliche Untersuchung eines österreichischen Pilotprojektes | Ivana Havelka                                                                                            | 2018 | 978-3-7329-0490-7      |
| 97   | Formate der Translation | Maria Mushchinina (Hrsg.)                                                                                | 2018 | 978-3-7329-0506-5      |
| 98   | Übersetzungsverfahren beim literarischen Übersetzen: Ahmet Hamdi Tanpınars Roman „Das Uhrenstellinstitut“ | Zehra Gülmüs                                                                                             | 2018 | 978-3-7329-0498-3      |
| 99   | Translationspolitik für Regional- oder Minderheitensprachen: Unter besonderer Berücksichtigung einer Strategie der Offenheit | Peter Sandrini                                                                                           | 2018 | 978-3-7329-0513-3      |
| 100  | Das WIE des Übersetzens: Beiträge zur historischen Übersetzerforschung | Aleksey Tashinskiy/Julija Boguna (Hrsg.)                                                                 | 2019 | 978-3-7329-0536-2      |
| 101  | Challenging Boundaries: New Approaches to Specialized Communication | Heike Elisabeth Jüngst/Lisa Link/Klaus Schubert/Christiane Zehrer (Eds.)                                 | 2019 | 978-3-7329-0524-9      |
| 102  | „Peterchens Mondfahrt“ in chinesischer Übersetzung: Eine Kritik | Chuan Ding                                                                                               | 2019 | 978-3-7329-0528-7      |
| 103  | Übersetzen von Videospieltexten: Nekrotexte lesen und übersetzen | Changgun Kim                                                                                             | 2019 | 978-3-7329-0379-5      |
| 104  | Bridging Languages and Cultures: Linguistics, Translation Studies and Intercultural Communication | Guntars Dreijers/Agnese Dubova/Jānis Veckrācis (Hrsg.)                                                   | 2019 | 978-3-7329-0429-7      |
| 105  | Qualitätssicherung: Die Praxis der Übersetzungsrevision im Zusammenhang mit EN 15038 und ISO 17100 | Madeleine Schnierer                                                                                      | 2019 | 978-3-7329-0539-3      |
| 106  | Translation und Interkulturelle Kommunikation / Translation and Intercultural Communication: Beiträge zur Theorie, Empirie und Praxis kultureller Austauschprozesse / Theoretical, Empirical and Practical Perspectives on Cultural Exchanges | Lavinia Heller/Tomasz Rozmysłowicz (Hrsg.)                                                               | 2019 | 978-3-7329-0351-1      |
| 107  | Advance Translation as a Means of Improving Source Questionnaire Translatability?: Findings from a Think-Aloud Study for French and German | Brita Dorer                                                                                              | 2020 | 978-3-7329-0594-2      |
| 108  | Theory of Mind in Translation | Annegret Sturm                                                                                           | 2020 | 978-3-7329-0492-1      |
| 109  | Vom Zieltext zum Ausgangstext: Das Problem der retroflexen Wirksamkeit der Translation | Akkad Alhussein                                                                                          | 2020 | 978-3-7329-0679-6      |
| 110  | Ressourcen und Instrumente der translationsrelevanten Hochschuldidaktik / Resources and Tools for T&I Education: Lehrkonzepte, Forschungsberichte, Best-Practice-Modelle / Research Studies, Teaching Concepts, Best-Practice Results         | Ursula Stachl-Peier/Eveline Schwarz (Hrsg.)                                                              | 2020 | 978-3-7329-0685-7      |
| 111  | Bridging Languages and Cultures II – Linguistics, Translation Studies and Intercultural Communication | Guntars Dreijers/Janis Silis/Silga Svike/Jānis Veckrācis (Eds.)                                          | 2020 | 978-3-7329-0705-2      |
| 112  | Professionelle Zuhörkompetenz und Zuhörfilter beim Dialogdolmetschen | Anu Viljanmaa                                                                                            | 2020 | 978-3-7329-0719-9      |
| 113  | Song Translation: Lyrics in Contexts | Johan Franzon/Annjo Klungervik Greenall/Sigmund Kvam/Anastasia Parianou (Eds.)                           | 2021 | 978-3-7329-0656-7      |
| 114  | Karin Michaëlis’ Bibi books: Producing, Rewriting, Reading and Continuing a Children’s Fiction Series, 1927–1953 | Anna Wegener                                                                                             | 2021 | 978-3-7329-0588-1      |
| 115  | Dolmetschvorbereitung digital: Professionelles Dolmetschen und DeepL | Gesa Büttner                                                                                             | 2021 | 978-3-7329-0750-2      |
| 116  | Schwer lesbar gleich texttreu?: Wissenschaftliche Translationskritik zur Moby-Dick-Übersetzung Friedhelm Rathjens | Jutta Seeger-Vollmer                                                                                     | 2021 | 978-3-7329-0766-3      |
| 117  | TranslatorInnen als SprachlehrerInnen: Eignung und Einsatz | Katerina Sinclair                                                                                        | 2021 | 978-3-7329-0739-7      |
| 118  | Qualität bei der Lokalisierung von Videospielen | Nathalie Thiede                                                                                          | 2021 | 978-3-7329-0793-9      |
| 120  | Einsatzpotenziale maschineller Übersetzung in der juristischen Fachübersetzung | Kerstin Rupcic                                                                                           | 2021 | 978-3-7329-0782-3      |
| 121  | Aspectos de la traducción biosanitaria español–alemán / alemán–español | Rocío García Jiménez/María-José Varela Salinas                                                           | 2021 | 978-3-7329-0812-7      |
| 122  | Konferenzdolmetschen für soziale Bewegungen: Sichtbarkeit, Neutralität und Ideologie | Janina Sachse                                                                                            | 2022 | 978-3-7329-0833-2      |
| 123  | „Im Original geht viel verloren“: Warum Übersetzungen oft besser sind als das Original | Sylvia Reinart                                                                                           | 2022 | 978-3-7329-0826-4      |
| 124  | Translation im Wandel: Gesellschaftliche, konzeptuelle und didaktische Perspektiven | Gernot Hebenstreit/Philipp Hofeneder (Hrsg.)                                                             | 2022 | 978-3-7329-0831-8      |
| 125  | Juristische Phraseologie im Kontext der Rechtsübersetzung am Beispiel deutscher und polnischer Anklageschriften | Paweł Bielawski                                                                                          | 2022 | 978-3-7329-0836-3      |
| 126  | Kognitionstranslatologie: Das verbale Arbeitsgedächtnis im Übersetzungsprozess | Jie Li                                                                                                   | 2022 | 978-3-7329-0819-6      |
| 127  | Metáfora, terminología y traducción: Informes institucionales sobre la crisis económica en inglés, español y alemán | Carmen Mateo Gallego-Iniesta                                                                             | 2022 | 978-3-7329-0845-5      |
| 128  | Translation, Mediation and Accessibility for Linguistic Minorities | María Pilar Castillo Bernal/Marta Estévez Grossi (Eds.)                                                  | 2022 | 978-3-7329-0857-8      |
| 129  | Recherche im Translationsprozess: Ein Lehr- und Studienbuch | Susanne Hagemann                                                                                         | 2022 | 978-3-7329-0855-4      |
| 130  | La traduction en contexte migratoire: Aspects sociétaux, juridiques et linguistiques | Véronique Lagae/Nadine Rentel/Stephanie Schwerter (Eds.)                                                 | 2022 | 978-3-7329-0825-7      |
| 131  | Translation and Circulation of Migration Literature | Stephanie Schwerter/Katrina Brannon (Eds.)                                                               | 2022 | 978-3-7329-0824-0      |
| 132  | Fremde Sprachen im literarischen Original – Translatorische Herausforderungen: Gezeigt an "Villette" von Charlotte Brontë | Hanna Reininger                                                                                          | 2022 | 978-3-7329-0877-6      |
| 133  | [Re]Gained in Translation I: Bibles, Theologies, and the Politics of Empowerment | Sabine Dievenkorn/Shaul Levin (Eds.)                                                                     | 2022 | 978-3-7329-0789-2      |
| 134  | [Re]Gained in Translation II: Bibles, Histories, and Struggles for Identity | Sabine Dievenkorn/Shaul Levin (Eds.)                                                                     | 2022 | 978-3-7329-0790-8      |
| 135  | Paratexts in Translation: Nordic Perspectives | Richard Pleijel/Malin Podlevskikh Carlström (Eds.)                                                       | 2022 | 978-3-7329-0777-9      |
| 136  | Writer-reader Interaction by Metadiscourse Features: English-Persian Translation in Legal and Political Texts | Mehrdad Vasheghani Farahani                                                                              | 2022 | 978-3-7329-0885-1      |
| 137  | Kognitive Aspekte des Übersetzungsprozesses: Eye-Tracking im interkulturellen Vergleich | KyeongHwa Lee                                                                                            | 2022 | 978-3-7329-0906-3      |
| 138  | Subjektive Faktoren in der Translation: Eine Untersuchung an deutschen Übersetzungen der Hebräischen Bibel | Ines Dorn                                                                                                | 2023 | 978-3-7329-0954-4      |
| 139  | Qualifizierung nicht professioneller Sprachmittler: Eine Didaktisierung für das Community Interpreting | Conchita Otero Moreno                                                                                    | 2023 | 978-3-7329-0961-2      |
| 140  | Schlichtheit und Avantgarde in Federico García Lorcas „Primer romancero gitano“: Eine Übersetzungskritik zu Enrique Beck, Erwin Walter Palm, Gustav Siebenmann und Martin von Koppenfels                                                      | Jutta Seeger-Vollmer                                                                                     | 2023 | 978-3-7329-0987-2      |
| 141  | Translating Minorities and Conflict in Literature: Censorship, Cultural Peripheries, and Dynamics of Self in Literary Translation | María Luisa Rodríguez Muñoz/Paola Gentile (Eds.)                                                         | 2023 | 978-3-7329-0742-7      |